# Phaeostigma wewalkai
Phaeostigma wewalkai är en halssländeart som först beskrevs av H. Aspöck och U. Aspöck 1971.  Phaeostigma wewalkai ingår i släktet Phaeostigma och familjen ormhalssländor. Inga underarter finns listade i Catalogue of Life.